# 青木英美
青木 英美（あおき ひでみ、1953年1月31日 - ）は、日本の女優・モデル。東京都新宿区出身。身長165センチメートル、体重49キログラム、B87センチメートル、W59センチメートル、H86センチメートル（1974年1月）。ネポエット所属。

## 来歴・人物
新宿育ち。父親は新宿でバーを経営。中学校では体操部に所属し床運動が得意であった。また、ウォーカー・ブラザースとザ・ビートルズに熱中する学生時代だった。15歳でモデル事務所にスカウトされたことで所属し、麹町学園女子高校2年在学中17歳の1970年3月、東京国際見本市会場で開催された第1回ミス・ヤング・インターナショナル世界大会に日本代表として出場し第2位に選出されたことを機に、東宝テレビ部に所属。「いっぱいいるボーイフレンドはみな慶応ボーイ」と話した。1970年3月から若者向け朝の情報番組『ヤング720』（TBS系）金曜日の司会を務め、4月からカネボウハリス『チューイングBON』コマーシャルに抜擢される。その後は主に1970年代、東宝が制作する映画やテレビドラマを中心に多数出演するようになった。『金メダルへのターン!』『飛び出せ!青春』を筆頭に学園ドラマでの女生徒役が多い。この時期の雑誌インタビューでの理想の男性像は?という質問には「スティーブ・マックイーンのような人」と答えている。東南アジア風マスクと、白人並の肉体美で、『007』シリーズ第9作『007 黄金銃を持つ男』のボンドガール有力候補となる。
一躍広い人気を得たのは、1972年に出演した村野武範主演のテレビドラマ『飛び出せ!青春』で森下真樹というセクシーな女生徒役を演じ、大田黒久美が演じた生真面目で清楚な生田みどりとは対照的な役柄となっており、視聴者の間で真樹派・生田派と人気を二分した。その続編的な作品である1974年の中村雅俊主演『われら青春!』にも引き続き森下真樹役として出演したほどで、青木の代表的な役となった。また、1973年7月から1年間『太陽にほえろ!』にレギュラー出演。ジーパン刑事（松田優作）の初登場と同じ日に七曲署捜査第一係の初代内勤員（お茶くみも担当）としてレギュラー出演開始、早速ゴリさん（竜雷太）や長さん（下川辰平）、そしてボス（石原裕次郎）までがその脚線美に思わず見とれてしまうシーンが描かれるなど、事件多発の七曲署の癒し系的存在となった。
1974年4月号の月刊プレイボーイ誌には青木邑子名義でグラビアに登場している。同年9月放映分で太陽にほえろ!出演を終えると（この際に演じていた"永井久美"が七曲署を去る描写や告知は一切なく番組を降板）、芸能活動当初から女優業よりもファッションモデルに強い関心を持っていたことから本場のファッションに触れたい希望があり、日本での芸能活動を休止して単身パリへ渡欧。約1年パリに居住した。007シリーズを指揮したイギリス人映画監督ルイス・ギルバートが日本を舞台に制作する映画『SEVEN NIGHTS IN JAPAN』のオーディションを受けるとヒロイン役に抜擢され、英語でのセリフ習得や語学勉強のため生活拠点をロンドンに移し、約4年ヨーロッパで生活した。帰国後、日本での女優業を一時再開したが、そのころを境に女優活動から再引退状態となりモデル業へ。1982年に結婚、一児をもうける。2000年代に入り女性誌『ミセス』『ミマン』『着物サロン』のモデルなどの活動を再開。CMや舞台、テレビドラマ、CS「ショップチャンネル」にも出演。
2007年からは、青春学園シリーズ（日本テレビ・東宝製作）でも共演した旧知の赤塚真人が座長を務める「劇団裏長屋マンションズ」にも参加。小劇場の舞台でも活動している。
2011年に発生した東日本大震災による甚大な津波被害を受けた宮城県女川町が、かつて『われら青春!』で共演した中村雅俊の故郷だったことから、同作品の共演者・スタッフを中心としたボランティア団体「われら青春! 女川復興支援隊」を結成し、代表を務めている。

## 出演

### テレビドラマ
- あいつの季節（1969年、日活・TBS） - レギュラー出演・ユミ 役
- 金メダルへのターン!（1970年 - 1971年、東宝・CX） - レギュラー出演・速水理恵 役
- レモンの天使（1971年、東宝・CX）
- おらんだ左近事件帖（1971年、東宝・CX） - 第3話「尼になった姉妹」お葉 役
- 飛び出せ!青春（1972年 - 1973年、東宝・NTV） - レギュラー出演・森下真樹 役
- 泣くな青春（1972年、東宝・CX） - 16話「断絶のブルース」田島ゆきこ 役
- 決めろ!フィニッシュ（1972年、東宝・TBS） - 18話「明日への旅立ち」三田ようこ 役
- 家族戦争（1973年、毎日放送）
- 銀座わが町（1973年、NHK）
- 東芝日曜劇場 / 城下町（1973年、TBS）
- 太陽にほえろ!（1973年 - 1974年、東宝・NTV）
  - 第31話「お母さんと呼んで」（1973年） ゲスト出演・秋津みどり 役
  - 第53話から第114話まで（1973-1974年） レギュラー出演　“七曲署捜査第一係・初代内勤員（お茶くみ）”永井久美 役
- ダイヤモンド・アイ（1973年 - 1974年、東宝・NET） - 大沢山京子 役
- 土曜日の女シリーズ  / 女子高校生殺人事件（1974年、NTV・ユニオン映画）- 延命あゆみ 役
- 高校教師（1974年、東宝・東京12ch） - 1話と8話ゲスト出演・カミソリ節子 役
- われら青春!（1974年、NTV） - 『飛び出せ!青春』と同じく森下真樹 役
- 天の花と実（1977年、ANB）
- 大追跡（1978年、東宝・NTV系） - 11話「女豹が跳んだ」多岐川礼子 役
- 大都会 PARTIII（1978年、石原プロ・NTV） - レギュラー出演・看護婦・白井智子 役

第1話〜第10話は青木英美名義、第20話は青木邑木名義での出演。
- 女と愛とミステリー 警察医 花井吾朗の殺人カルテ（2002年、TX）主演：水谷豊

### その他のテレビ番組
- ショップチャンネル（2005年 - 、CS） - ジュエリー等のモデルとして出演

### 映画
- 飛び出せ!青春（1973年3月17日、テアトル・プロ、東宝）
- グアム島珍道中（1973年12月29日、東宝）主演:酒井和歌子
- 急げ!若者（1974年7月20日、東宝）
- 青春の海（1974年9月21日、東宝）主演:原田大二郎
- SEVEN NIGHTS IN JAPAN（1976年、英・仏合作映画） - スミ 役。出演:丹波哲郎[13]
- SAITIP （1978年、タイ映画）
- 再會吧! 東京 SAYONARA TOKYO（1981年公開、台湾映画）
- 一粒の麦 地に落ちなば -求道の人 角田儀平治-（2011年）
- 日本の青空シリーズ第3弾 渡されたバトン〜さよなら原発〜（2013年、インディーズ）

### 舞台
- 晴れたらいいね（2004年1月23日‐1月25日、東京芸術劇場小ホール）共演：梅田智子。演出：剛たつひと
- 晴れたらいいね第2章　道しるべ（2005年1月13日‐1月15日、内幸町ホール）共演：大田黒久美。演出・脚本：剛たつひと
- うちのテレビにゃ色がない!（2006年1月30日‐2月2日、新宿スペース107）共演：森山周一郎、剛たつひと、神取忍、井上貴子
- 掌一杯の温もり―親子戦争（2007年1月30日-2月3日、内幸町ホール）共演：赤塚真人、梅田智子、水沢有美、関口昭子。演出・脚本：高瀬昌弘
劇団 裏長屋マンションズ 公演
- 2008年 - 劇団 裏長屋マンションズ お披露目公演「裏マン寄席 其の一」寄席形式で俳優による演芸を披露。座長の赤塚は長編の古典落語に挑戦した。於：シアター代官山
- 2008年 - 星槎笑い!感動!劇場「8.12 〜絆〜」於：生涯学習センター ラディアン（神奈川県二宮町）
- 2008年 - 劇団 裏長屋マンションズ本公演第1弾「8.12 〜絆〜」於：シアター代官山
- 2009年 - 劇団 裏長屋マンションズ店子たちだけ公演「秘密の話園〜アダムとイヴのそこんとこ聞かせて〜」於：シアター代官山
- さよならは言わない 病室より愛をこめて2（2013年6月18日‐23日、シアター代官山）赤塚真人原作・脚本・演出・主演

### CM
- カネボウ食品 ハリスチューイングBON（1970年）
- ヰセキトラクター「耕二」（1970年代）
- 花王 男性用整髪料サクセス（2005年、伊藤英明がメイン・女性取引相手役）

## 音楽

### シングル
| 発売日       | 規格         | 規格品番     | 面           | タイトル               | 作詞           | 作曲             | 編曲         |
| 東宝レコード | 東宝レコード | 東宝レコード | 東宝レコード | 東宝レコード           | 東宝レコード   | 東宝レコード     | 東宝レコード |
| ------------ | ------------ | ------------ | ------------ | ---------------------- | -------------- | ---------------- | ------------ |
| 1971年2月    | EP           | AS-1040      | A            | 不良少年-さすらい-     | 生沢夏彦       | 島光示           | 島光示       |
| 1971年2月    | EP           | AS-1040      | B            | 不良少年-ジロー-       | 生沢夏彦       | 島光示           | 島光示       |
| 1972年1月    | EP           | AS-1118      | A            | 朝がしらじら明けるまで | ヒロコ・ムトー | 丹羽応樹         | 丹羽応樹     |
| 1972年1月    | EP           | AS-1118      | B            | 淋しさを残して         | ヒロコ・ムトー | 丹羽応樹         | 松山裕士     |
| 1972年       | EP           | MPS-1031     | A            | ひとつの年のかわりめに | あらいけれいに | 丹羽応樹         | 丹羽応樹     |
| 1972年       | EP           | MPS-1031     | B            | 恋のあしあと           | あらいけれいに | 柊京介、新倉一夫 | 北野ひろし   |
| テイチク     |              |              |              |                        |                |                  |              |
| 1973年       | EP           | SN-1336      | A            | 胸騒ぎ                 | 千家和也       | 葵まさひこ       | 葵まさひこ   |
| 1973年       | EP           | SN-1336      | B            | 女ばなし               | 千家和也       | 葵まさひこ       | 葵まさひこ   |

### アルバム

#### オムニバス・アルバム
- 歌謡曲番外地 東宝レコード女優編～不良少年-さすらい-（2009年6月17日、Solid Records、CDSOL-1290）-　東宝レコードで発表した両AB面6曲を収録。